# 硬指参
硬指参（学名：Chiridota rigida）为指参科指参属的动物。分布于菲律宾、印度尼西亚、太平洋西部诸诸岛、澳大利亚、台湾岛以及中国大陆的西沙群岛等地，常见于珊瑚礁碎珊瑚底下的沙内。该物种的模式产地在菲律宾群岛。
其种加词“rigida”来源于拉丁文“rigidus”，意为“坚硬的，僵硬的”。